# Manuel Esquivel
Manuel Esquivel, né le 2 mai 1940 à Belize City (Honduras britannique) et mort le 10 février 2022 dans la même ville, est un homme d'État bélizien. En tant que chef du Parti démocratique uni, il a servi en tant que Premier ministre du Belize de 1984 à 1989, puis à nouveau de 1993 à 1998.

## Biographie
Manuel Amadeo Esquivel est né à Belize City quand la ville est encore capitale coloniale. Il étudie la physique à l'université Loyola de La Nouvelle-Orléans et poursuit ensuite un second cycle universitaire en physique à l'université de Bristol (Royaume-Uni).
En 1969, il devient le chef du Parti libéral qui en 1973 fusionne avec deux autres parties pour former le Parti démocratique uni (UDP). En 1979, il affronte dans sa circonscription le Premier ministre du Belize, George Cadle Price qui remporte l'élection. Manuel Esquivel est alors nommé au Sénat comme membre de la minorité. En 1983, il devient le chef de l'UDP. 
En décembre 1984, il est élu à la Chambre des représentants et devient le deuxième Premier ministre du Belize. Son gouvernement se rapproche alors davantage des États-Unis tant du point de vue politique qu'économique. En 1986, il est nommé au Conseil privé par la reine Élisabeth II. Malgré un bilan économique qu'il estime flatteur, il est défait en 1989, après des élections législatives anticipées qu'il a convoquées, par le Parti populaire uni de George Cadle Price qui redevient Premier ministre. 
Les élections de 1993, dominées par la question de la dispute frontalière avec le Guatemala voient la victoire de l'UDP qui préfère le maintien des forces armées britanniques au Belize. Manuel Esquivel redevient alors Premier ministre. Cependant son second mandat est marqué par des affaires de corruption touchant son parti et par l'arrêt de nombreux projets, donnant un image d’incompétence. Il est battu en 1998 par le nouveau chef du PUP, Said Musa.
Après la victoire de l'UDP aux élections législatives de 2008, Manuel Esquivel est nommé par le Premier ministre Dean Barrow, conseiller principal auprès du gouvernement avec le statut de ministre le 12 février 2008.

### Famille
Manuel Esquivel est marié à Kathleen (Kathy) et est père de trois enfants. Sa fille, Laura, a suivi les traces de son père comme conseillère municipale sous l'étiquette du PDU depuis mars 2006.

### Décoration
Manuel Esquivel a été nommé chevalier commandeur de l'ordre de Saint-Michel et Saint-Georges (KCMG) en 2010.